# Zgornja Pristava, Videm
Zgornja Pristava este o localitate din comuna Videm, Slovenia, cu o populație de 216 locuitori.